# Echatea El Abied
Echatea El Abied  (in arabo الشاطئ الأبيض‎?) è un centro abitato e comune rurale del Marocco situato nella provincia di Guelmim, regione di Guelmim-Oued Noun. Conta una popolazione di 1 158 abitanti (censimento 2014).